# Ruta Estatal de California 132
La Ruta Estatal de California 132, y abreviada SR 132 (en inglés: California State Route 132) es una carretera estatal estadounidense ubicada en el estado de California. La carretera inicia en el Sur desde la I 580     cerca de Tracy hacia el Norte en la SR 49     en Coulterville. La carretera tiene una longitud de 122,3 km (76 mi).

## Mantenimiento
Al igual que las autopistas interestatales, y las rutas federales y el resto de carreteras estatales, la Ruta Estatal de California 132 es administrada y mantenida por el Departamento de Transporte de California por sus siglas en inglés Caltrans.

## Cruces
La Ruta Estatal de California 132 es atravesada principalmente por la  SR 99     en Modesto.